# 煬公 (宋)
煬公（ようこう）は、西周の諸侯である宋の君主。姓は子、名は熙。丁公の子。兄の湣公の後をうけて宋国の君主となった。湣公の次子の鮒祀（厲公）に殺害された。